# Mesagne
Mesagne este o comună din provincia Brindisi, regiunea Apulia, Italia, cu o populație de 26.148 locuitori (1 ianuarie 2023) și o suprafață de 124,05 km².

## Demografie
Mesagne - evoluția demografică

|  | Graficele sunt indisponibile din cauza unor probleme tehnice. Mai multe informații se găsesc la Phabricator și la wiki-ul MediaWiki. |

Date: Recensăminte sau birourile de statistică - grafică realizată de Wikipedia